# Tokugawa Nariatsu
Tokugawa Nariatsu est un nom japonais traditionnel ; le nom de famille (ou le nom d'école), Tokugawa, précède donc le prénom (ou le nom d'artiste).
Tokugawa Nariatsu (徳川 斉敦, 16 décembre 1780-24 octobre 1816) est un samouraï, troisième chef de la branche Hitotsubashi de la famille Tokugawa.

## Source de la traduction
- (en) Cet article est partiellement ou en totalité issu de l’article de Wikipédia en anglais intitulé « Tokugawa Nariatsu » (voir la liste des auteurs).